# Anagnorisma
Anagnorisma là một chi bướm đêm trong họ Noctuidae.

## Các loài
- Anagnorisma chamrani Gyulai, Rabieh, Seraj, Ronkay & Esfandiari, 2013
- Anagnorisma eucratides (Boursin, 1957)
- Anagnorisma goniophora (Hacker, Ronkay & Varga, 1990)
- Anagnorisma glareomima (Varga & Ronkay, 1991)
- Anagnorisma zakaria Ronkay & Varga, 1999